# Александар Коваленко
Александар Јурјевич Коваленко  (рус. Александр Юрьевич Коваленко; Бабрујск, 8. мај 1963) је совјетски атлетичар специјалиста за троскок. Био је члан „СКА Санкт Петербург“ из Санкт Петербурга, а затим „СКА Минск“ из Минска.
Лични рекорд Коваленка у троскоку износи 17,77 м, постигнут у Брјанску, 18. јула 1987.

## Спортска каријера
Први значајнији резултат Коваленко је постигао на Светском првенству 1987. у Риму освајањем четвртог места. Следеће године на Олимпијским играма у Сеулу у првом скоку је поставио олимпијски рекорд (17,42 метра), који је потврдио и у финалу, али је на крају био трећи, иза Бугарина Христе Маркова и свог земљака Игора Лапшина.
На Олимпијским играма 1992. у Барселони био је члан Уједињеног тима, што је било име под којим се такмичио тим спортиста из бившег Совјетског Савеза на олимпијским играма. МОК ознака за ове спортисте је била EUN, од француског Équipe Unifiée.
Био је седми. После ових игара није се појављивао на значајнијим такмичењима.

## Значајнији резултати
| Датум | Такмичење          | Град      | Место | Безултат |
| ----- | ------------------ | --------- | ----- | -------- |
| 1987  | Светско првенство  | Рим       | 4     | 17,38 м  |
| 1988  | Олимпијске игре    | Сеул      |       | 17,42 м  |
| 1992  | Олимпијске игре    | Барселона | 7     | 17,06 м  |
| 1992  | Светски куп нација | Хавана    | 5     | 16,85 м  |

## Занимљивост
Поставља се питање чији је национални рекорд, Коваленков резултат у троскоку од 17,77 метара из 1987. Атлетски савез Русије води Коваленков резултат као национални рекорд Русије, а Атлетски савез Белорусије га води као свој рекорд. На сајту Светске атлетске федерације (ИААФ) Александар Коваленко је руски атлетичар.